# Países Baixos nos Jogos Olímpicos de Verão de 1948
Os Países Baixos competiram nos Jogos Olímpicos de Verão de 1948, realizados em Londres, Inglaterra.